# Y Gaer

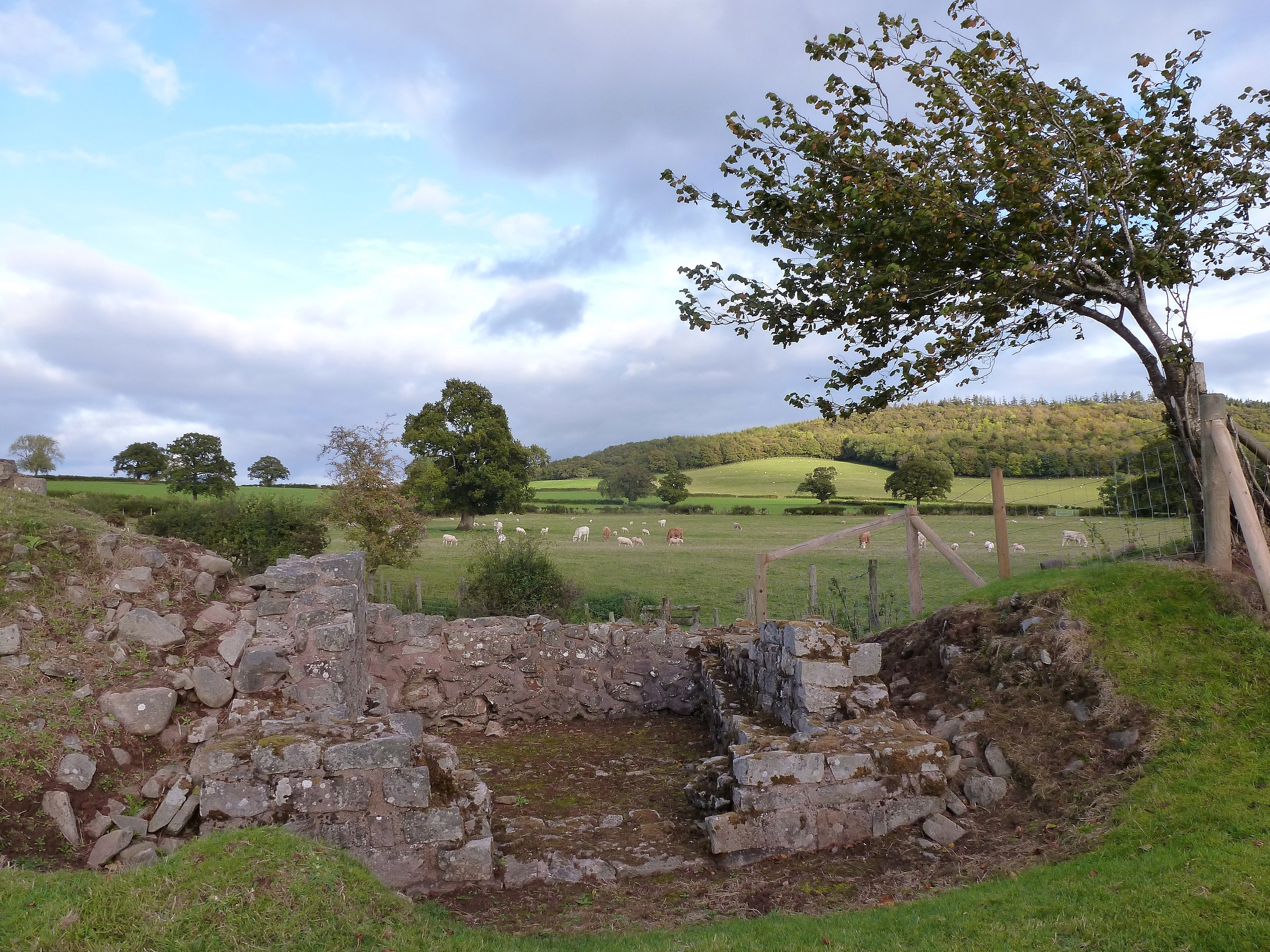
Pozostałości fortu Y Gaer

Y Gaer (ang. Brecon Gaer, łac. Bannium Cicucium) – pozostałości rzymskiego fortu, znajdujące się w środkowej Walii, około 2 km na zachód od miasta Brecon. Opiekę nad zabytkiem sprawuje Cadw.
Fort wybudowano około 75 roku n.e. u zbiegu rzek Usk i Ysgir. Tereny te opanowane były wówczas przez celtyckie plemię Sylurów. Lokacja fortu była związana ze skrzyżowaniem dróg łączących forty Isca i Gobannium na wschodzie z Alabum, Coelbren i Moridunum na zachodzie.
Początkowo fort był prostą konstrukcją z ziemnym wałem oraz drewnianą palisadą. Stacjonowała w niej jednostka pomocnicza kawalerii złożona z Wettonów z Półwyspu Iberyjskiego. W drugiej połowie II wieku przebudowano go w fort kamienny. Wykonawcami przebudowy byli żołnierze II Legionu "Augusta". Kolejne renowacje miały miejsce w IV wieku.
W pobliżu fortu podczas prac wykopaliskowych znaleziono wiele nagrobków, m.in. młodego kawalerzysty Candidusa. Znajduje się on obecnie w Brecknock Museum w Brecon.
Do naszych czasów zachowały się fragmenty murów obronnych wraz z fundamentami narożnych wież oraz widocznymi miejscami na bramę. Ruiny znajdują się na prywatnym gruncie i dojazd do nich jest nieoznakowany.